# Sarabande (Film)
Sarabande (Originaltitel: Saraband) ist ein schwedischer Fernsehfilm von Ingmar Bergman aus dem Jahr 2003 und war Bergmans letzter Film.
Sarabande ist die Fortsetzung des Fernsehfilms Szenen einer Ehe aus dem Jahr 1973, in der sich die Protagonisten Marianne und Johan wieder begegnen, nachdem sie sich zweiunddreißig Jahre nicht gesehen haben. Die Hauptrollen spielen erneut Liv Ullmann und Erland Josephson.

## Handlung
Auch Mariannes dritte Ehe ist gescheitert. Zu ihren erwachsenen Töchtern aus ihrer zweiten Ehe (mit Johan) hat sie wenig Kontakt. Sie beschließt, Johan trotz seines Widerstands in seinem Sommerhaus in der schwedischen Provinz Dalarna zu besuchen. In einem nahe gelegenen Haus auf dem Sommersitz leben auch Henrik, Johans Sohn aus einer früheren Verbindung, und dessen Tochter Karin. Anna, Henriks Frau und Karins Mutter, starb vor mehreren Jahren nach schwerer Krankheit, ist aber für beide – wie auch für Johan – immer noch präsent. Henrik gibt seiner Tochter Cello-Unterricht, um sie auf die Aufnahmeprüfung in einem Musikkonservatorium vorzubereiten. Ihr Verhältnis leidet unter Henriks gleichermaßen herrischer wie ängstlicher Fürsorge. Die Beziehung zwischen Vater und Sohn hingegen schwankt zwischen Hass von Henriks und Gleichgültigkeit von Johans Seite, zudem hat Henrik Schulden bei seinem Vater. Jedoch sind beide fürsorglich um Karin bemüht. Als Karin über Johans Beziehungen die Möglichkeit erhält, an der Sibelius-Akademie in Helsinki vorzuspielen, gerät sie in einen Zwiespalt. Sie beschließt, ihren eigenen statt den ihr von anderen vorgezeichneten Weg zu gehen und nimmt einen Studienplatz an einer Musikhochschule in Hamburg an. Kurz nach Karins Fortgang unternimmt Henrik einen Selbstmordversuch, den Johan äußerlich ungerührt hinnimmt. Marianne hält nach ihrer Abreise eine Zeitlang regelmäßigen Telefonkontakt mit Johan, aber auch dieser versiegt.

## Hintergrund

### Produktion und Erstaufführung
Sarabande war Bergmans letzte Regiearbeit und zugleich sein erster mit einer digitalen Kamera gedrehter Film. Wegen des lauten Betriebsgeräuschs der Kamera (einer Thomson 6000) und der nötigen Dämmung musste er von seinem Vorhaben, simultan mit drei Kameras zu drehen, Abstand nehmen. Der Titel des Films bezieht sich auf Johann Sebastian Bachs Suite Nr. 5 für Violoncello, die auch zu hören ist und schon in Schreie und Flüstern (1972) Verwendung fand.
Sarabande wurde erstmals am 1. Dezember 2003 im schwedischen und am 30. Juli 2004 im deutschen Fernsehen ausgestrahlt. Laut Dagens Nyheter verfolgten in Schweden rund 990.000 Zuschauer die Sendung.

### Position in Bergmans Werk
Obwohl offiziell eine Fortsetzung zu Szenen einer Ehe, nimmt die Beziehung von Marianne und Johan relativ geringen Raum im Film ein; die Hauptkonflikte sind die Beziehungen zwischen Johan und Henrik sowie Henrik und Karin.
Im Prolog und Epilog des Films adressiert Marianne mehrmals direkt die Kamera bzw. das Publikum, um in die Geschichte einzuführen und ihre Gedanken mitzuteilen. Eine ähnliche Technik verwendete Bergman in der Exposition und Schlussszene von Die Stunde des Wolfs (1968). Mariannes Blick auf ihre Uhr, um das Verstreichen einer Minute zu verfolgen, und eine Titeleinblendung, die „die Stunde vor der Dämmerung“ ankündigt, greifen ebenfalls auf Ideen aus diesem Film zurück.
Nach dem heftigen Streit mit ihrem Vater läuft Karin verstört durch den Wald, wobei sie einen umgestürzten Baum passiert. Die Szene ähnelt den Aufnahmen des misshandelten Mädchens in Die Jungfrauenquelle (1960), der ebenfalls in Dalarna gedreht wurde.
Nach Henriks Versuch eines Suizids gesteht Johan, dass ihn die um Liebe buhlende Anhänglichkeit seines Sohnes Henrik abgestoßen habe. Mit ähnlichen Worten beschreibt Elisabet Vogler ihren Widerwillen gegen ihren Sohn in Bergmans Persona (1966).
Schon in Bergmans Film Das Lächeln einer Sommernacht (1955) gab es einen Charakter namens Henrik, der ebenfalls religiös war. Statt einer Anna galt dessen Liebe einer Anne. In Stephen Sondheims Musicaladaption des Filmes, A Little Night Music, wurde er außerdem ebenfalls als Cellist dargestellt.

### Abweichungen vom Vorgängerfilm
In Sarabande wird Johans Alter mit 86 Jahren angegeben, Mariannes mit 63. In Szenen einer Ehe betrug der Altersunterschied zwischen beiden statt 23 nur sieben Jahre. Gegen Ende von Szenen einer Ehe ist Marianne 45 Jahre alt, in Sarabande hätte ihr Alter dann mindestens 77 Jahre betragen müssen.

### Weitere Details
Das Frauenporträt, das im Film Karins Mutter bzw. Henriks Frau Anna zeigen soll, ist in Wirklichkeit eine Aufnahme von Bergmans 1995 verstorbener Ehefrau Ingrid von Rosen.

## Kritiken
Das Presseecho auf Sarabande fiel vor allem in Bergmans Heimat Schweden gemischt aus. Der französische Le Nouvel Observateur sprach enthusiastisch vom „ultimativen Werk des Meisters“, das sein Schaffen zusammenfasse. In Deutschland schrieb das Lexikon des internationalen Films: „Die in zehn Szenen arrangierte Versuchsanordnung einer Hassliebe wurde mit einer meisterhaften Einfachheit und Dichte sowie großer Leidenschaft für das Wort inszeniert. Die pessimistische Weltsicht hinterlässt einen bitteren Nachhall und ruft einmal mehr das tief lotende existenzialistische Oeuvre des Regisseurs in Erinnerung.“

## Auszeichnungen
- 2005: „Premio especial“ für Ingmar Bergman, verliehen durch die „Asociación de Cronistas Cinematográficos de la Argentina“ (Verband der Filmkritiker Argentiniens)
- 2006: „Special Award“ für Ingmar Bergman bei den „Sant Jordi Awards“